# Osman II.
Osman II. (osmansko turško: عثمان ثانى, ‘Osmān-i sānī), poznan tudi kot Mladi Osman (turško: Genç Osman), (3. november 1604, Istanbul, Osmansko cesarstvo,   † 20. maj 1622, Istanbul, Osmansko cesarstvo), 16.  sultan Osmanskega cesarstva  in 95. kalif islama od leta 1618 do njegove smrti leta 1622. 

## Življenjepis
Rojen je bil v palači Topkapi v Istanbulu kot sin sultana Ahmeda I. (1603-1617) in njegove žene Mâh-Firûze Hatice (Kadije) Valide Sultan, ki je bila po poreklu Grkinja z rojstnim imenum Marija.  V mladosti je njegova mati posvečala veliko pozornosti Osmanovi izobrazbi, zato je bil poznan kot poet in poliglot, ki je poleg turščine obvladoval tudi arabščino, perzijščino, grščino, latinščino in italijanščino. 
Na prestol je prišel pri štirinajstih letih po državnem udaru proti njegovemu stricu Mustafi I. (1617–1618, 1622–1623) in se kljub mladosti kmalu uveljavil kot vladar. S Safavidi v Iranu je podpisal Seravsko mirovno pogodbo in zavaroval vzhodne meje cesarstva, potem pa med vojnami z Moldavijo osebno vodil pohod na Poljsko.  Po porazu bitki pri Hotinu septembra-oktobra 1621, ki je bila pravzaprav obleganje Hotina, ki ga je branil poljski hetman Jan Karol Chodkiewicz, je bil prisiljen podpisati mirovno pogodbo s Poljsko. Osramočen se je vrnil v Istanbul in za svoje ponižanje krivil strahopetnosti  janičarjev  in nesposobnost svojih državnih politikov.
Osman II. je bil verjetno prvi sultan, ki se je poskusil spoprijeti z janičarji kot pretorsko institucijo in s tem naredil cesarstvu več škode kot koristi. Zaprl je njihove kavarne, ki naj bi bile zbirališča zarotnikov proti prestolu, in začel načrtovati novo lojalno in etnično čisto turško armado, sestavljeno iz  anatolskih, mezopotamskih in egiptovskih Turkov in Turkmenov. Njegovi načrti so sprožili upor dvornih janičarjev, ki so ga takoj aretirali iz zaprli v trdnjavo Yedikule.  Ko ga je rabelj poskusil zadaviti, se je krepko uprl, dokler ga ni eden od ujetnikov udaril po hrbtu s topim delom sekire, potem pa so ga zadavili. 

## Družina
Poročen je bil z Ajšo, s katero ni imel otrok.